# Onthophagus kuatunensis
Onthophagus kuatunensis là một loài bọ cánh cứng trong họ Bọ hung (Scarabaeidae).